# Hans Hannover
Hans Hannover (født 16. april 1904, død 6. juni 1975) var en dansk erhvervsmand, søn af Harald Immanuel Hannover, professor ved Polyteknisk Læreanstalt og hustru Laura - født Michaelsen.
Hans Hannover havde brødrene Poul Hannover, Knud og Åge.
Hans Hannover giftede sig med Inger Hannover (1920-1973), datter af skibsmægler Viggo Hansen og hustru Olga Hansen. De fik sammen tre børn.
Hans Hannover rejste tidligt ud og uddannede sig inden for handel ved arbejdspladser i England, Frankrig og Tyskland. Hjemkommet til Danmark stiftede han en række virksomheder, herunder Hanno konserves og Dansk Etiketvæveri (1946, eksisterer stadig 2018 under ny ejer og navn Nilorn Danmark A/S[kilde mangler]).
Hans Hannover sad i mere end 20 år i hovedbestyrelsen i Dansk Textilfabrikantforening samt i Dansk Arbejdsgiverforening, ligesom han var det danske medlem af "Comite Directeur" i den internationale organisation for bånd- og etiketfabrikanter Aertel.
Under 2. verdenskrig flygtede hele familien til Sverige som følge af faderens jødiske herkomst. Sønnen Bent kom illegalt over til Sverige senere, datteren Lone blev i Danmark hos morforældre.